# Ain't Complaining
Ain't Complaining es el décimo octavo álbum de estudio de la banda británica de rock Status Quo, publicado en 1988 por Vertigo Records. Al momento de su publicación recibió una variedad de críticas por parte de la prensa especializada, entre ellas del sitio Allmusic, quienes lo consideraron como una decepción en comparación al exitoso In the Army Now.

## Recepción comercial
Es el primer disco desde que firmaron con Vertigo que no ingresó en los top 10 del Reino Unido, ya que solo llegó hasta el puesto 12 en los UK Albums Chart. A los pocos meses después fue certificado con disco de oro por la British Phonographic Industry, tras vender más de 100 000 unidades en su propio país.
Para promocionarlo se publicaron tres canciones como sencillos; «Ain't Complaining» publicado en marzo y que alcanzó el lugar 19 en los UK Singles Chart y «Who Gets the Love?» puesto a la venta en mayo y que llegó hasta la posición 34 en la misma lista. También se lanzó en noviembre del mismo año «Burning Bridges», que alcanzó el quinto lugar en el Reino Unido y que además fue certificado con disco de plata, por superar las 200 000 copias vendidas en su propio país. Por otro lado, en el mismo año también se lanzó «Running All Over the World» —una nueva versión de «Rockin' All Over the World»— que obtuvo el lugar 17 en el conteo inglés y que no se incluyó en la versión original del álbum.

## Lista de canciones
| N.º | Título                     | Escritor(es)                   | Duración |  |
| 1.  | «Ain't Complaining»        | Parfitt, Pip Williams          | 4:40     |  |
| 2.  | «Everytime I Think of You» | Edwards, Rich, Mike Paxman     | 3:49     |  |
| 3.  | «One for the Money»        | Parfitt, Williams              | 4:52     |  |
| 4.  | «Another Shipwreck»        | Bown                           | 3:48     |  |
| 5.  | «Don't Mind if I Do»       | Rossi, Edwards                 | 4:41     |  |
| 6.  | «I Know You're Leaving»    | Eric van Tijn, Jochem Fluitsma | 4:45     |  |
| 7.  | «Cross that Bridge»        | John David                     | 3:31     |  |
| 8.  | «Cream of the Crop»        | Rossi, Bernie Frost            | 4:03     |  |
| 9.  | «The Loving Game»          | Parfitt, Edwards, Rich         | 4:23     |  |
| 10. | «Who Gets the Love?»       | Williams, John Goodison        | 5:33     |  |
| 11. | «Burning Bridges»          | Rossi, Bown                    | 4:19     |  |
| 12. | «Magic»                    | Rossi, Frost                   | 3:52     |  |

| Pistas adicionales en remasterización de 2006 |                              |                                    |          |  |
| N.º                                           | Título                       | Escritor(es)                       | Duración |  |
| 13.                                           | «That's Alright»             | Rossi, Parfitt, Frost              | 3:29     |  |
| 14.                                           | «Lean Machine»               | Rossi, Parfitt                     | 3:37     |  |
| 15.                                           | «Halloween»                  | Rossi, Parfitt, Williams           | 4:59     |  |
| 16.                                           | «The Reason for Goodbye»     | Rossi, Parfitt, Williams, Goodison | 3:54     |  |
| 17.                                           | «The Greatest Fighter»       | Rossi, Frost                       | 3:57     |  |
| 18.                                           | «Running All Over the World» | John Fogerty                       | 3:31     |  |

## Músicos
- Francis Rossi: voz y guitarra líder
- Rick Parfitt: voz y guitarra rítmica
- John Edwards: bajo
- Jeff Rich: batería
- Andy Bown: teclados
- Paul Wickens: teclados adicionales (músico invitado)
- Bernie Frost: coros (músico invitado)
- Graham Preskett: violín en «Burning Bridges» y «Cross that Bridges» (músico invitado)